# Atletiek op de Olympische Zomerspelen 2000
Atletiek is een van de sporten die beoefend werden tijdens de Olympische Zomerspelen 2000 in Sydney.

## Mannen

### 100 m
| rang   | sporter(s)       | land | tijd       |
| ------ | ---------------- | ---- | ---------- |
| Goud   | Maurice Greene   | USA  | 9,87       |
| Zilver | Ato Boldon       | TRI  | 9,99       |
| Brons  | Obadele Thompson | BAR  | 10,04      |
| 4      | Dwain Chambers   | GBR  | (SB) 10,08 |
| 5      | Jon Drummond     | USA  | 10,09      |
| 6      | Darren Campbell  | GBR  | 10,13      |
| 7      | Kim Collins      | SKN  | 10,17      |
|        | Aziz Zakari      | GHA  | DNF        |

### 200 m
| rang   | sporter(s)            | land | tijd       |
| ------ | --------------------- | ---- | ---------- |
| Goud   | Konstantinos Kenteris | GRE  | (NR) 20,09 |
| Zilver | Darren Campbell       | GBR  | 20,14      |
| Brons  | Ato Boldon            | TRI  | 20,20      |
| 4      | Obadele Thompson      | BAR  | 20,20      |
| 5      | Christian Malcolm     | GBR  | 20,23      |
| 6      | Claudinei da Silva    | BRA  | 20,28      |
| 7      | Coby Miller           | USA  | 20,35      |
| 8      | John Capel            | USA  | 20,49      |

### 400 m
| rang   | sporter(s)           | land | tijd       |
| ------ | -------------------- | ---- | ---------- |
| Goud   | Michael Johnson      | USA  | 43,83      |
| Zilver | Alvin Harrison       | USA  | 44,40      |
| Brons  | Greg Haughton        | JAM  | (SB) 44,70 |
| 4      | Sanderlei Parrela    | BRA  | 45,01      |
| 5      | Robert Maćkowiak     | POL  | 45,14      |
| 6      | Hendrick Mokganyetsi | RSA  | 45,26      |
| 7      | Antonio Pettigrew    | USA  | 45,42      |
| 8      | Danny McFarlane      | JAM  | 45,55      |

### 800 m
| rang   | sporter(s)         | land | tijd    |
| ------ | ------------------ | ---- | ------- |
| Goud   | Nils Schumann      | GER  | 1.45,08 |
| Zilver | Wilson Kipketer    | DEN  | 1.45,14 |
| Brons  | Djabir Saïd-Guerni | ALG  | 1.45,16 |
| 4      | Hezekiél Sepeng    | RSA  | 1.45,29 |
| 5      | André Bucher       | SUI  | 1.45,40 |
| 6      | Joeri Borzakovski  | RUS  | 1.45,83 |
| 7      | Glody Dube         | BOT  | 1.46,24 |
|        | Andrea Longo       | ITA  | DQ      |

### 1500 m
| rang   | sporter(s)          | land | tijd         |
| ------ | ------------------- | ---- | ------------ |
| Goud   | Noah Ngeny          | KEN  | (OR) 3.32,07 |
| Zilver | Hicham El Guerrouj  | MAR  | 3.32,32      |
| Brons  | Bernard Lagat       | KEN  | 3.32,44      |
| 4      | Mehdi Baala         | FRA  | 3.34,14      |
| 5      | Kevin Sullivan      | CAN  | 3.35,50      |
| 6      | Daniel Zegeye       | ETH  | 3.36,78      |
| 7      | Andres Diaz         | ESP  | 3.37,27      |
| 8      | Juan Carlos Higuero | ESP  | 3.38,91      |

### 5000 m
| rang   | sporter(s)     | land | tijd     |
| ------ | -------------- | ---- | -------- |
| Goud   | Millon Wolde   | ETH  | 13.35,49 |
| Zilver | Ali Saïdi-Sief | ALG  | 13.36,20 |
| Brons  | Brahim Lahlafi | MAR  | 13.36,47 |
| 4      | Fita Bayisa    | ETH  | 13.37,03 |
| 5      | David Chelule  | KEN  | 13.37,13 |
| 6      | Dagne Alemu    | ETH  | 13.37,17 |
| 7      | Serhij Lebid   | UKR  | 13.37,80 |
| 8      | Jirka Arndt    | GER  | 13.38,57 |

### 10.000 m
| rang   | sporter(s)         | land | tijd          |
| ------ | ------------------ | ---- | ------------- |
| Goud   | Haile Gebrselassie | ETH  | (SB) 27.18,20 |
| Zilver | Paul Tergat        | KEN  | 27.18,29      |
| Brons  | Assefa Mezgebu     | ETH  | (SB) 27.19,75 |
| 4      | Patrick Ivuti      | KEN  | 27.20,44      |
| 5      | John Korir         | KEN  | (PB) 27.24,75 |
| 6      | Said Beriouli      | MAR  | (SB) 27.37,83 |
| 7      | Toshinari Takaoka  | JPN  | (PB) 27.44,44 |
| 8      | Karl Keska         | GBR  | (PB) 27.44,09 |

### marathon
| rang   | sporter(s)            | land | tijd         |
| ------ | --------------------- | ---- | ------------ |
| Goud   | Gezahegne Abera       | ETH  | 2:10.11      |
| Zilver | Erick Wainaina        | KEN  | 2:10.31      |
| Brons  | Tesfaye Tola          | ETH  | (SB) 2:11.10 |
| 4      | Jon Brown             | GBR  | 2:11.17      |
| 5      | Giacomo Leone         | ITA  | 2:12.14      |
| 6      | Martín Fiz            | ESP  | 2:13.06      |
| 7      | Abdelkader El Mouaziz | MAR  | 2:13.49      |
| 8      | Mohamed Ouaadi        | FRA  | 2:14.04      |

### 110 m horden
| rang   | sporter(s)          | land | tijd       |
| ------ | ------------------- | ---- | ---------- |
| Goud   | Anier García        | CUB  | (NR) 13,00 |
| Zilver | Terrence Trammell   | USA  | (PB) 13,16 |
| Brons  | Mark Crear          | USA  | 13,22      |
| 4      | Allen Johnson       | USA  | 13,23      |
| 5      | Colin Jackson       | GBR  | 13,28      |
| 6      | Florian Schwarthoff | GER  | 13,42      |
| 7      | Dudley Dorival      | HAI  | 13,49      |
| 8      | Robert Kronberg     | SWE  | 13,61      |

### 400 m horden
| rang   | sporter(s)         | land | tijd       |
| ------ | ------------------ | ---- | ---------- |
| Goud   | Angelo Taylor      | USA  | (PB) 47,50 |
| Zilver | Hadi Al Somayli    | KSA  | (AR) 47,53 |
| Brons  | Llewellyn Herbert  | RSA  | (NR) 47,81 |
| 4      | James Carter       | USA  | (PB) 48,04 |
| 5      | Eronilde de Araújo | BRA  | 48,34      |
| 6      | Paweł Januszewski  | POL  | 48,44      |
| 7      | Fabrizio Mori      | ITA  | 48,78      |
| 8      | Gennadi Gorbenko   | UKR  | 49,01      |

### 3000 m steeple chase
| rang   | sporter(s)           | land | tijd    |
| ------ | -------------------- | ---- | ------- |
| Goud   | Reuben Kosgei        | KEN  | 8.21,43 |
| Zilver | Wilson Boit Kipketer | KEN  | 8.21,77 |
| Brons  | Ali Ezzine           | MAR  | 8.22,15 |
| 4      | Bernard Barmasai     | KEN  | 8.22,23 |
| 5      | Luis Miguel Martín   | ESP  | 8.22,75 |
| 6      | Eliseo Martín        | ESP  | 8.23,00 |
| 7      | Brahim Boulami       | MAR  | 8.24,32 |
| 8      | Günther Weidlinger   | AUT  | 8.26,70 |

### 4 × 100 m estafette
| rang   | sporter(s)                                                               | land | tijd       |
| ------ | ------------------------------------------------------------------------ | ---- | ---------- |
| Goud   | Jon Drummond Bernard Williams Brian Lewis Maurice Greene                 | USA  | (SB) 37,61 |
| Zilver | Vicente de Lima Édson Ribeiro André da Silva Claudinei da Silva          | BRA  | (NR) 37,90 |
| Brons  | José Angel Cesar Luis Alberto Pérez-Rionda Iván García Freddy Mayola     | CUB  | (SB) 38,04 |
| 4      | Lindel Frater Dwight Thomas Christopher Williams Llewelyn Bredwood       | JAM  | (NR) 38,20 |
| 5      | Frédéric Krantz David Patros Christophe Cheval Needdy Guims              | FRA  | (SB) 38,49 |
| 6      | Shigeyuki Kojima Koji Ito Shingo Suetsugu Nobuharu Asahara               | JPN  | 38,66      |
| 7      | Francesco Scuderi Alessandro Cavallaro Maurizio Checcucci Andrea Colombo | ITA  | 38,67      |
| 8      | Marcin Nowak Marcin Urbaś Piotr Balcerzak Ryszard Pilarczyk              | POL  | 38,96      |

### 4 × 400 m estafette
| rang   | sporter(s)                                                           | land | tijd         |
| ------ | -------------------------------------------------------------------- | ---- | ------------ |
| Goud   | Clement Chukwu Jude Monye Sunday Bada Enefiok Udo-Obong              | NGR  | (AR) 2.58,68 |
| Zilver | Michael Blackwood Greg Haughton Christopher Williams Danny McFarlane | JAM  | (SB) 2.58,78 |
| Brons  | Avard Moncur Troy McIntosh Carl Oliver Chris Brown                   | BAH  | 2.59,23      |
| 4      | Emmanuel Front Marc Foucan Ibrahim Wade Marc Raquil                  | FRA  | 3.01,02      |
| 5      | Jared Deacon Daniel Caines Iwan Thomas Jamie Baulch                  | GBR  | (SB) 3.01,22 |
| 6      | Piotr Rysiukiewicz Robert Maćkowiak Piotr Długosielski Piotr Haczek  | POL  | 3.03,22      |
| 7      | Brad Jamieson Blair Young Patrick Dwyer Michael Hazel                | AUS  | 3.03,91      |
| DSQ    | Alvin Harrison Antonio Pettigrew Calvin Harrison Michael Johnson     | USA  | 2.56,35      |

### 20 km snelwandelen
| rang   | sporter(s)                 | land | tijd         |
| ------ | -------------------------- | ---- | ------------ |
| Goud   | Robert Korzeniowski        | POL  | (OR) 1:18.59 |
| Zilver | Noé Hernández              | MEX  | (PB) 1:19.03 |
| Brons  | Vladimir Andrejev          | RUS  | 1:19.27      |
| 4      | Jefferson Pérez            | ECU  | 1:20.18      |
| 5      | Andreas Erm                | GER  | 1:20.25      |
| 6      | Roman Rasskazov            | RUS  | 1:20.57      |
| 7      | Francisco Javier Fernández | ESP  | 1:21.01      |
| 8      | Nathan Deakes              | AUS  | (PB) 1:21.03 |

### 50 km snelwandelen
| rang   | sporter(s)          | land | tijd         |
| ------ | ------------------- | ---- | ------------ |
| Goud   | Robert Korzeniowski | POL  | 3:42.44      |
| Zilver | Aigars Fadejevs     | LAT  | 3:43.40      |
| Brons  | Joel Sánchez        | MEX  | (PB) 3:44.36 |
| 4      | Valentín Massana    | ESP  | 3:46.01      |
| 5      | Nikolai Matioekhin  | RUS  | 3:46.37      |
| 6      | Nathan Deakes       | AUS  | (PB) 3:47.29 |
| 7      | Miguel Rodríguez    | MEX  | 3:48.12      |
| 8      | Roman Magdziarczyk  | POL  | (PB) 3:48.17 |

### hoogspringen
| rang   | sporter(s)             | land | hoogte      |
| ------ | ---------------------- | ---- | ----------- |
| Goud   | Sergej Kljoegin        | RUS  | (SB) 2,35 m |
| Zilver | Javier Sotomayor       | CUB  | (SB) 2,32 m |
| Brons  | Abderrahmane Hammad    | ALG  | 2,32 m      |
| 4      | Stefan Holm            | SWE  | 2,32 m      |
| 5      | Konstantin Matoussevic | ISR  | 2,32 m      |
| 6      | Mark Boswell           | CAN  | 2,32 m      |
| 6      | Staffan Strand         | SWE  | 2,32 m      |
| 8      | Wolfgang Kreissig      | GER  | 2,29 m      |

### polsstokhoogspringen
| rang   | sporter(s)        | land | hoogte      |
| ------ | ----------------- | ---- | ----------- |
| Goud   | Nick Hysong       | USA  | (PB) 5,90 m |
| Zilver | Lawrence Johnson  | USA  | 5,90 m      |
| Brons  | Maksim Tarasov    | RUS  | (SB) 5,90 m |
| 4      | Michael Stolle    | GER  | 5,90 m      |
| 5      | Viktor Chistiakov | AUS  | (SB) 5,80 m |
| 5      | Dmitri Markov     | AUS  | 5,80 m      |
| 7      | Okkert Brits      | RSA  | 5,80 m      |
| 8      | Daniel Ecker      | GER  | 5,80 m      |

### verspringen
| rang   | sporter(s)            | land | afstand     |
| ------ | --------------------- | ---- | ----------- |
| Goud   | Iván Pedroso          | CUB  | 8,55 m      |
| Zilver | Jai Taurima           | AUS  | (AR) 8,49 m |
| Brons  | Roman Sjtsjoerenko    | UKR  | 8,31 m      |
| 4      | Oleksiy Loekasjevitsj | UKR  | 8,26 m      |
| 5      | Kofi Amoah Prah       | GER  | 8,19 m      |
| 6      | Peter Burge           | AUS  | 8,15 m      |
| 7      | Luis Méliz            | CUB  | 8,08 m      |
| 8      | Dwight Phillips       | USA  | 8,06 m      |

### hink-stap-springen
| rang   | sporter(s)       | land | afstand      |
| ------ | ---------------- | ---- | ------------ |
| Goud   | Jonathan Edwards | GBR  | (SB) 17,71 m |
| Zilver | Yoel García      | CUB  | (SB) 17,47 m |
| Brons  | Denis Kapoestin  | RUS  | (SB) 17,46 m |
| 4      | Yoelbi Quesada   | CUB  | (SB) 17,37 m |
| 5      | Onochie Achike   | GBR  | 17,29 m      |
| 6      | Phillips Idowu   | GBR  | 17,08 m      |
| 7      | Robert Howard    | USA  | (SB) 17,05 m |
| 8      | Paolo Camossi    | ITA  | 16,96 m      |

### kogelstoten
| rang   | sporter(s)        | land | afstand      |
| ------ | ----------------- | ---- | ------------ |
| Goud   | Arsi Harju        | FIN  | 21,29 m      |
| Zilver | Adam Nelson       | USA  | 21,21 m      |
| Brons  | John Godina       | USA  | 21,20 m      |
| 4      | Andrew Bloom      | USA  | 20,87 m      |
| 5      | Joeri Bilonoh     | UKR  | 20,84 m      |
| 6      | Manuel Martínez   | ESP  | (NR) 20,55 m |
| 7      | Janus Robberts    | RSA  | 20,32 m      |
| 8      | Oliver-Sven Buder | GER  | 20,18 m      |

### discuswerpen
| rang   | sporter(s)             | land | afstand      |
| ------ | ---------------------- | ---- | ------------ |
| Goud   | Virgilijus Alekna      | LTU  | 69,30 m      |
| Zilver | Lars Riedel            | GER  | 68,50 m      |
| Brons  | Frantz Kruger          | RSA  | (AR) 68,19 m |
| 4      | Vasili Kaptsjoekh      | BLR  | (PB) 67,59 m |
| 5      | Adam Setliff           | USA  | 66,02 m      |
| 6      | Jason Tunks            | CAN  | 65,80 m      |
| 7      | Vladimir Dubrovsjtsjik | BLR  | 65,13 m      |
| 8      | Jürgen Schult          | GER  | 64,41 m      |

### kogelslingeren
| rang   | sporter(s)        | land | afstand      |
| ------ | ----------------- | ---- | ------------ |
| Goud   | Szymon Ziółkowski | POL  | 80,02 m      |
| Zilver | Nicola Vizzoni    | ITA  | (PB) 79,64 m |
| Brons  | Igor Astapkovitsj | BLR  | 79,17 m      |
| 4      | Ivan Tsichan      | BLR  | 79,17 m      |
| 5      | Ilja Konovalov    | RUS  | 78,56 m      |
| 6      | Loris Paoluzzi    | ITA  | 78,18 m      |
| 7      | Tibor Gécsek      | HUN  | 77,70 m      |
| 8      | Vladimir Maska    | CZE  | 77,32 m      |

### speerwerpen
| rang   | sporter(s)             | land | afstand      |
| ------ | ---------------------- | ---- | ------------ |
| Goud   | Jan Železný            | CZE  | (OR) 90,17 m |
| Zilver | Steve Backley          | GBR  | (SB) 89,85 m |
| Brons  | Sergej Makarov         | RUS  | 88,67 m      |
| 4      | Raymond Hecht          | GER  | (SB) 87,76 m |
| 5      | Aki Parviainen         | FIN  | 86,62 m      |
| 6      | Konstadinos Gatsioudis | GRE  | 86,53 m      |
| 7      | Boris Henry            | GER  | 85,78 m      |
| 8      | Emeterio González      | CUB  | 83,33 m      |

### tienkamp
| rang   | sporter(s)       | land | punten    |
| ------ | ---------------- | ---- | --------- |
| Goud   | Erki Nool        | EST  | 8641      |
| Zilver | Roman Šebrle     | CZE  | 8606      |
| Brons  | Chris Huffins    | USA  | (SB) 8595 |
| 4      | Dean Macey       | GBR  | (PB) 8567 |
| 5      | Tom Pappas       | USA  | 8425      |
| 6      | Tomáš Dvořák     | CZE  | 8385      |
| 7      | Frank Busemann   | GER  | 8351      |
| 8      | Attila Zsivóczky | HUN  | 8277      |

## Vrouwen

### 100 m
| rang   | sporter(s)           | land | tijd       |
| ------ | -------------------- | ---- | ---------- |
| Goud   | Marion Jones         | USA  | 10,75 (SB) |
| Zilver | Ekateríni Thánou     | GRE  | 11,12      |
| Zilver | Tayna Lawrence       | JAM  | 11,18      |
| Brons  | Merlene Ottey        | JAM  | 11,19      |
| 4      | Zjanna Pintoesevitsj | UKR  | 11,20      |
| 5      | Chandra Sturrup      | BAH  | 11,21      |
| 6      | Sevatheda Fynes      | BAH  | 11,22      |
| 7      | Debbie Ferguson      | BAH  | 11,29      |

### 200 m
| rang   | sporter(s)               | land | tijd       |
| ------ | ------------------------ | ---- | ---------- |
| Goud   | Pauline Davis-Thompson   | BAH  | (PB) 22,27 |
| Zilver | Susanthika Jayasinghe    | SRI  | (NR) 22,28 |
| Brons  | Beverly McDonald         | JAM  | (SB) 22,35 |
| 4      | Debbie Ferguson          | BAH  | (SB) 22,37 |
| 5      | Melinda Gainsford-Taylor | AUS  | (SB) 22,42 |
| 6      | Cathy Freeman            | AUS  | (SB) 22,53 |
| 7      | Zjanna Pintoesevitsj     | UKR  | (SB) 22,66 |
| DSQ    | Marion Jones             | USA  | (SB) 21,84 |

### 400 m
| rang   | sporter(s)       | land | tijd       |
| ------ | ---------------- | ---- | ---------- |
| Goud   | Cathy Freeman    | AUS  | (SB) 49,11 |
| Zilver | Lorraine Graham  | JAM  | (PB) 49,58 |
| Brons  | Katharine Merry  | GBR  | (PB) 49,72 |
| 4      | Donna Fraser     | GBR  | (PB) 49,79 |
| 5      | Ana Guevara      | MEX  | 49,96      |
| 6      | Heide Seyerling  | RSA  | (NR) 50,05 |
| 7      | Falilat Ogunkoya | NGR  | 50,12      |
| 8      | Olga Kotljarova  | RUS  | 51,04      |

### 800 m
| rang   | sporter(s)         | land | tijd         |
| ------ | ------------------ | ---- | ------------ |
| Goud   | Maria Mutola       | MOZ  | (SB) 1.56,15 |
| Zilver | Stephanie Graf     | AUT  | (NR) 1.56,64 |
| Brons  | Kelly Holmes       | GBR  | (SB) 1.56,80 |
| 4      | Brigita Langerholc | SLO  | (NR) 1.58,51 |
| 5      | Helena Fuchsová    | CZE  | (PB) 1.58,56 |
| 6      | Zulia Calatayud    | CUB  | (PB) 1.58,66 |
| 7      | Hazel Clark        | USA  | (PB) 1.58,75 |
| 8      | Hasna Benhassi     | MAR  | 1.59,27      |

### 1500 m
| rang   | sporter(s)          | land | tijd         |
| ------ | ------------------- | ---- | ------------ |
| Goud   | Nouria Mérah-Benida | ALG  | 4.05,10      |
| Zilver | Violeta Beclea      | ROU  | 4.05,15      |
| Brons  | Gabriela Szabó      | ROU  | 4.05,27      |
| 4      | Kutre Dulecha       | ETH  | 4.05,33      |
| 5      | Lidia Chojecka      | POL  | 4.06,42      |
| 6      | Anna Jakubczak      | POL  | (SB) 4.06,49 |
| 7      | Kelly Holmes        | GBR  | 4.08,02      |
| 8      | Marla Runyan        | USA  | 4.08,30      |

### 5000 m
| rang   | sporter(s)       | land | tijd          |
| ------ | ---------------- | ---- | ------------- |
| Goud   | Gabriela Szabó   | ROU  | (OR) 14.40,79 |
| Zilver | Sonia O'Sullivan | IRL  | (NR) 14.41,02 |
| Brons  | Gete Wami        | ETH  | 14.42,23      |
| 4      | Ayelech Worku    | ETH  | 14.42,67      |
| 5      | Irina Mikitenko  | GER  | (SB) 14.43,59 |
| 6      | Lydia Cheromei   | KEN  | (PB) 14.47,35 |
| 7      | Werknesh Kidane  | ETH  | (PB) 14.47,40 |
| 8      | Olga Jegorova    | RUS  | 14.50,31      |

### 10.000 m
| rang   | sporter(s)       | land | tijd          |
| ------ | ---------------- | ---- | ------------- |
| Goud   | Derartu Tulu     | ETH  | (OR) 30.17,49 |
| Zilver | Gete Wami        | ETH  | (PB) 30.22,48 |
| Brons  | Fernanda Ribeiro | POR  | (NR) 30.22,88 |
| 4      | Paula Radcliffe  | GBR  | (NR) 30.26,97 |
| 5      | Tegla Loroupe    | KEN  | (SB) 30.37,26 |
| 6      | Sonia O'Sullivan | IRL  | (NR) 30.53,37 |
| 7      | Li Ji            | CHN  | (PB) 31.06,94 |
| 8      | Elana Meyer      | RSA  | (SB) 31.14,70 |

### marathon
| rang   | sporter(s)         | land | tijd         |
| ------ | ------------------ | ---- | ------------ |
| Goud   | Naoko Takahashi    | JPN  | (OR) 2:23.14 |
| Zilver | Lidia Şimon        | ROU  | 2:23.22      |
| Brons  | Joyce Chepchumba   | KEN  | (SB) 2:24.45 |
| 4      | Esther Wanjiru     | KEN  | 2:26.17      |
| 5      | Madina Biktagirova | RUS  | (SB) 2:26.33 |
| 6      | Elfenesh Alemu     | ETH  | 2:26.54      |
| 7      | Eri Yamaguchi      | JPN  | (SB) 2:27.03 |
| 8      | Ham Bong-Sil       | PRK  | (PB) 2:27.07 |

### 100 m horden
| rang   | sporter(s)             | land | tijd  |
| ------ | ---------------------- | ---- | ----- |
| Goud   | Olga Sjisjigina        | KAZ  | 12,65 |
| Zilver | Glory Alozie           | NGR  | 12,68 |
| Brons  | Melissa Morrison       | USA  | 12,76 |
| 4      | Delloreen Ennis-London | JAM  | 12,80 |
| 5      | Aliuska López          | CUB  | 12,83 |
| 6      | Nicole Ramalalanirina  | FRA  | 12,91 |
| 7      | Linda Ferga            | FRA  | 13,11 |
| 8      | Brigitte Foster        | JAM  | 13,49 |

### 400 m horden
| rang   | sporter(s)                   | land | tijd       |
| ------ | ---------------------------- | ---- | ---------- |
| Goud   | Irina Privalova              | RUS  | (PB) 53,02 |
| Zilver | Deon Hemmings                | JAM  | (SB) 53,45 |
| Brons  | Nezha Bidouane               | MAR  | 53,57      |
| 4      | Daimí Pernía                 | CUB  | (SB) 53,68 |
| 5      | Tetiana Terestsjoek-Antipova | UKR  | (SB) 53,98 |
| 6      | Ionela Țârlea                | ROU  | (SB) 54,35 |
| 7      | Guðrún Arnardóttir           | ISL  | 54,63      |
| 8      | Tasha Danvers                | GBR  | 55,00      |

### 4 × 100 m estafette
| rang   | sporter(s)                                                                          | land | tijd       |
| ------ | ----------------------------------------------------------------------------------- | ---- | ---------- |
| Goud   | Sevatheda Fynes Chandra Sturrup Pauline Davis-Thompson Debbie Ferguson              | BAH  | (SB) 41,95 |
| Zilver | Tayna Lawrence Veronica Campbell Beverly McDonald Merlene Ottey                     | JAM  | (SB) 42,13 |
| Brons  | Chryste Gaines Torri Edwards Nanceen Perry Marion Jones                             | USA  | 42,20      |
| 4      | Linda Ferga Muriel Hurtis-Houairi Fabé Dia Christine Arron                          | FRA  | 42,42      |
| 5      | Natalia Ignatova Marina Trandenkova Irina Chabarova Natalya Pomoshchnikova-Voronova | RUS  | 43,02      |
| 6      | Gabi Rockmeier Sabrina Mulrain Andrea Philipp Marion Wagner                         | GER  | 43,11      |
| 7      | Glory Alozie Benedicta Ajudua Mercy Nku Mary Onyali-Omagbemi                        | NGR  | 44,05      |
| 8      | Zeng Xiujun Liu Xiaomei Qin Wangping Li Xuemei                                      | CHN  | 44,87      |

### 4 × 400 m estafette
| rang   | sporter(s)                                                              | land | tijd         |
| ------ | ----------------------------------------------------------------------- | ---- | ------------ |
| Goud   | Jearl Miles-Clark Monique Hennagan Marion Jones LaTasha Colander        | USA  | 3.22,62      |
| Zilver | Sandie Richards Catherine Scott Deon Hemmings Lorraine Graham           | JAM  | (SB) 3.23,25 |
| Brons  | Joelija Sotnikova Svetlana Gontsjarenko Olga Kotljarova Irina Privalova | RUS  | (SB) 3.23,46 |
| 4      | Olabisi Afolabi Charity Opara Rosemary Okafor Falilat Ogunkoya          | NGR  | 3.23,80      |
| 5      | Nova Peris-Kneebone Tamsyn Lewis Melinda Gainsford-Taylor Cathy Freeman | AUS  | (AR) 3.23,81 |
| 6      | Tasha Danvers Donna Fraser Allison Curbishley Katharine Merry           | GBR  | 3.25,67      |
| 7      | Jitka Burianová Hana Benešová Lenka Ficková Helena Fuchsová             | CZE  | 3.29,17      |
| 8      | Zulia Calatayud Julia Duporty Idalmis Bonne Daimí Pernía                | CUB  | 3.29,47      |

### 20 km snelwandelen
| rang   | sporter(s)            | land | tijd         |
| ------ | --------------------- | ---- | ------------ |
| Goud   | Wang Liping           | CHN  | (OR) 1:29.05 |
| Zilver | Kjersti Tysse Plätzer | NOR  | 1:29.33      |
| Brons  | María Vasco           | ESP  | 1:30.23      |
| 4      | Erica Alfridi         | ITA  | 1:31.25      |
| 5      | Guadalupe Sánchez     | MEX  | 1:31.33      |
| 6      | Norica Cîmpean        | ROU  | 1:31.50      |
| 7      | Kerry Saxby-Junna     | AUS  | 1:32.02      |
| 8      | Tatjana Goedkova      | RUS  | 1:32.35      |

### hoogspringen
| rang   | sporter(s)          | land | hoogte      |
| ------ | ------------------- | ---- | ----------- |
| Goud   | Jelena Jelesina     | RUS  | (SB) 2,01 m |
| Zilver | Hestrie Cloete      | RSA  | (SB) 2,01 m |
| Brons  | Kajsa Bergqvist     | SWE  | 1,99 m      |
| Brons  | Oana Pantelimon     | ROU  | (PB) 1,99 m |
| 5      | Inha Babakova       | UKR  | 1,96 m      |
| 6      | Svetlana Zalevskaja | KAZ  | 1,96 m      |
| 7      | Vita Palamar        | UKR  | 1,96 m      |
| 8      | Amewu Mensah        | GER  | 1,93 m      |

### polsstokhoogspringen
| rang   | sporter(s)             | land | hoogte      |
| ------ | ---------------------- | ---- | ----------- |
| Goud   | Stacy Dragila          | USA  | (OR) 4,60 m |
| Zilver | Tatiana Grigorieva     | AUS  | (PB) 4,55 m |
| Brons  | Vala Flosadóttir       | ISL  | (NR) 4,50 m |
| 4      | Daniela Bártová        | CZE  | 4,50 m      |
| 5      | Nicole Humbert         | GER  | 4,45 m      |
| 6      | Yvonne Buschbaum       | GER  | 4,40 m      |
| 7      | Monika Pyrek           | POL  | (NR) 4,40 m |
| 8      | Marie Bagger Rasmussen | DEN  | (NR) 4,35 m |

### verspringen
| rang   | sporter(s)      | land | hoogte      |
| ------ | --------------- | ---- | ----------- |
| Goud   | Heike Drechsler | GER  | (SB) 6,99 m |
| Zilver | Fiona May       | ITA  | 6,92 m      |
| Brons  | Tatjana Kotova  | RUS  | 6,83 m      |
| 4      | Olga Roebljova  | RUS  | 6,79 m      |
| 5      | Susen Tiedtke   | GER  | 6,74 m      |
| 6      | Jackie Edwards  | BAH  | 6,59 m      |
| 7      | Tünde Vaszi     | HUN  | 6,59 m      |
| DSQ    | Marion Jones    | USA  | 6,92 m      |

### hink-stap-springen
| rang   | sporter(s)       | land | hoogte       |
| ------ | ---------------- | ---- | ------------ |
| Goud   | Tereza Marinova  | BUL  | (NR) 15,20 m |
| Zilver | Tatjana Lebedeva | RUS  | 15,00 m      |
| Brons  | Olena Hovorova   | UKR  | (PB) 14,96 m |
| 4      | Yamilé Aldama    | CUB  | 14,30 m      |
| 5      | Baya Rahouli     | ALG  | 14,17 m      |
| 6      | Cristina Nicolau | ROU  | 14,17 m      |
| 7      | Olga Vasdeki     | GRE  | 14,15 m      |
| 8      | Oksana Rogova    | RUS  | 13,97 m      |

### kogelstoten
| rang   | sporter(s)                  | land | afstand      |
| ------ | --------------------------- | ---- | ------------ |
| Goud   | Janina Koroltsjik           | BLR  | (NR) 20,56 m |
| Zilver | Larisa Pelesjenko           | RUS  | 19,92 m      |
| Brons  | Astrid Kumbernuss           | GER  | 19,62 m      |
| 4      | Svetlana Kriveljova         | RUS  | 19,37 m      |
| 5      | Krystyna Danilczyk-Zabawska | POL  | (SB) 19,18 m |
| 6      | Yumileidi Cumbá             | CUB  | 18,70 m      |
| 7      | Kalliopi Ouzouni            | GRE  | (NR) 18,63 m |
| 8      | Nadine Kleinert-Schmitt     | GER  | 18,49 m      |

### discuswerpen
| rang   | sporter(s)           | land | afstand      |
| ------ | -------------------- | ---- | ------------ |
| Goud   | Ellina Zvereva       | BLR  | (SB) 68,40 m |
| Zilver | Anastasía Kelesídou  | GRE  | 65,71 m      |
| Brons  | Iryna Jatsjanka      | BLR  | 65,20 m      |
| 4      | Natalja Sadova       | RUS  | 65,00 m      |
| 5      | Styliani Tsikouna    | GRE  | 64,08 m      |
| 6      | Franka Dietzsch      | GER  | 63,18 m      |
| 7      | Ilke Wyludda         | GER  | 63,16 m      |
| 8      | Lisa-Marie Vizaniari | AUS  | 62,57 m      |

### kogelslingeren
| rang   | sporter(s)         | land | afstand      |
| ------ | ------------------ | ---- | ------------ |
| Goud   | Kamila Skolimowska | POL  | (OR) 71,16 m |
| Zilver | Olga Koezenkova    | RUS  | 69,77 m      |
| Brons  | Kirsten Münchow    | GER  | (NR) 69,28 m |
| 4      | Yipsi Moreno       | CUB  | 68,33 m      |
| 5      | Debbie Sosimenko   | AUS  | (AR) 67,95 m |
| 6      | Ljoedmila Goebkina | BLR  | 67,08 m      |
| 7      | Dawn Ellerbe       | USA  | 66,80 m      |
| 8      | Amy Palmer         | USA  | 66,15 m      |

### speerwerpen
| rang   | sporter(s)             | land | afstand      |
| ------ | ---------------------- | ---- | ------------ |
| Goud   | Trine Hattestad        | NOR  | (OR) 68,91 m |
| Zilver | Mirela Maniani-Tzelili | GRE  | (NR) 67,51 m |
| Brons  | Osleidys Menéndez      | CUB  | 66,18 m      |
| 4      | Steffi Nerius          | GER  | 64,84 m      |
| 5      | Sonia Bisset           | CUB  | 63,26 m      |
| 6      | Xiomara Rivero         | CUB  | (PB) 62,92 m |
| 7      | Tatjana Sjikolenko     | RUS  | 62,91 m      |
| 8      | Nikola Tomečková       | CZE  | 62,10 m      |

### zevenkamp
| rang   | sporter(s)             | land | punten    |
| ------ | ---------------------- | ---- | --------- |
| Goud   | Denise Lewis           | GBR  | 6584      |
| Zilver | Jelena Prochorowa      | RUS  | 6531      |
| Brons  | Natalja Sazanovitsj    | BLR  | (SB) 6527 |
| 4      | Urszula Włodarczyk     | POL  | (SB) 6470 |
| 5      | Sabine Braun           | GER  | 6355      |
| 6      | Natalja Rosjtsjoepkina | RUS  | 6237      |
| 7      | Karin Ertl             | GER  | 6209      |
| 8      | Tiia Hautala           | FIN  | 6173      |

## Afkortingenlijst
- WR: Wereldrecord
- OR: Olympisch record
- AR: Werelddeelrecord
- NR: Nationaal record
- WJR: Wereld jeugdrecord
- WL: Beste jaarprestatie
- PB: Persoonlijk record
- SB: Beste seizoensprestatie

## Medaillespiegel
| rang   | land               | goud | zilver | brons | totaal |
| ------ | ------------------ | ---- | ------ | ----- | ------ |
| 1      | Verenigde Staten   | 7    | 4      | 5     | 16     |
| 2      | Ethiopië           | 4    | 1      | 3     | 8      |
| 3      | Polen              | 4    | 0      | 0     | 4      |
| 4      | Rusland            | 3    | 4      | 6     | 13     |
| 5      | Kenia              | 2    | 3      | 2     | 7      |
| 6      | Cuba               | 2    | 2      | 2     | 6      |
| 6      | Groot-Brittannië   | 2    | 2      | 2     | 6      |
| 8      | Duitsland          | 2    | 1      | 2     | 5      |
| 9      | Wit-Rusland        | 2    | 0      | 3     | 5      |
| 10     | Bahama's           | 2    | 0      | 1     | 3      |
| 11     | Griekenland        | 1    | 3      | 0     | 4      |
| 12     | Roemenië           | 1    | 2      | 2     | 5      |
| 13     | Australië          | 1    | 2      | 0     | 3      |
| 14     | Algerije           | 1    | 1      | 2     | 4      |
| 15     | Nigeria            | 1    | 1      | 0     | 2      |
| 15     | Noorwegen          | 1    | 1      | 0     | 2      |
| 15     | Tsjechië           | 1    | 1      | 0     | 2      |
| 18     | Bulgarije          | 1    | 0      | 0     | 1      |
| 18     | China              | 1    | 0      | 0     | 1      |
| 18     | Estland            | 1    | 0      | 0     | 1      |
| 18     | Finland            | 1    | 0      | 0     | 1      |
| 18     | Japan              | 1    | 0      | 0     | 1      |
| 18     | Kazachstan         | 1    | 0      | 0     | 1      |
| 18     | Litouwen           | 1    | 0      | 0     | 1      |
| 18     | Mozambique         | 1    | 0      | 0     | 1      |
| 26     | Jamaica            | 0    | 6      | 3     | 9      |
| 27     | Italië             | 0    | 2      | 0     | 2      |
| 28     | Marokko            | 0    | 1      | 3     | 4      |
| 29     | Zuid-Afrika        | 0    | 1      | 2     | 3      |
| 30     | Mexico             | 0    | 1      | 1     | 2      |
| 30     | Trinidad en Tobago | 0    | 1      | 1     | 2      |
| 32     | Brazilië           | 0    | 1      | 0     | 1      |
| 32     | Denemarken         | 0    | 1      | 0     | 1      |
| 32     | Ierland            | 0    | 1      | 0     | 1      |
| 32     | Letland            | 0    | 1      | 0     | 1      |
| 32     | Oostenrijk         | 0    | 1      | 0     | 1      |
| 32     | Saoedi-Arabië      | 0    | 1      | 0     | 1      |
| 32     | Sri Lanka          | 0    | 1      | 0     | 1      |
| 39     | Oekraïne           | 0    | 0      | 2     | 2      |
| 40     | Barbados           | 0    | 0      | 1     | 1      |
| 40     | IJsland            | 0    | 0      | 1     | 1      |
| 40     | Portugal           | 0    | 0      | 1     | 1      |
| 40     | Spanje             | 0    | 0      | 1     | 1      |
| 40     | Zweden             | 0    | 0      | 1     | 1      |
| totaal | totaal             | 45   | 47     | 47    | 139    |

Athene 1896 · Parijs 1900 · St. Louis 1904 · Londen 1908 · Stockholm 1912 · Antwerpen 1920 · Parijs 1924 · Amsterdam 1928 · Los Angeles 1932 · Berlijn 1936 · Londen 1948 · Helsinki 1952 · Melbourne 1956 · Rome 1960 · Tokio 1964 · Mexico-stad 1968 · München 1972 · Montréal 1976 · Moskou 1980 · Los Angeles 1984 · Seoel 1988 · Barcelona 1992 · Atlanta 1996 · Sydney 2000 · Athene 2004 · Peking 2008 · Londen 2012 · Rio de Janeiro 2016  · Tokio 2020  · Parijs 2024  · Los Angeles 2028 
Medaillewinnaars mannen · vrouwen · gemengd
Atletiek · Badminton · Basketbal · Boksen · Boogschieten · Gewichtheffen · Gymnastiek · Handbal · Hockey · Honkbal · Judo · Kanovaren · Moderne vijfkamp · Paardensport · Roeien · Schermen · Schietsport · Schoonspringen · Softbal · Synchroonzwemmen · Taekwondo · Tafeltennis · Tennis · Triatlon · Voetbal · Volleybal · Waterpolo · Wielersport · Worstelen · Zeilen · Zwemmen